# Światowe Dni Młodzieży 2027
Ten artykuł dotyczy przyszłego wydarzenia. Informacje w nim zawarte mogą się zmienić wraz z pojawieniem się nowych faktów, a początkowe doniesienia mogą być niepewne. Ostatnie aktualizacje tego artykułu mogą nie odzwierciedlać najbardziej aktualnych informacji.
41. Światowe Dni Młodzieży – spotkanie młodych katolików, które odbędzie się w 3–8 sierpnia 2027 w Seulu. Miejsce ogłosił 6 sierpnia 2023 papież Franciszek podczas mszy kończącej ŚDM w Lizbonie. Poprzedzi je Jubileusz Światowych Dni Młodzieży w Rzymie. Będzie to drugie spotkanie młodych po ŚDM 1995 w kraju azjatyckim. 
24 listopada 2024 portugalska młodzież przekazała Krzyż Światowych Dni Młodzieży i Ikonę Matki Bożej reprezentantom z Korei.
ŚDM 2027 będzie celem podróży apostolskiej papieża Leona XIV do Korei Południowej. 

## Termin głównych uroczystości
3 sierpnia 2025, podczas modlitwy Anioł Pański, poprzedzającą mszę świętą kończącą Jubileusz Światowych Dni Młodzieży, papież Leon XIV ogłosił, że w dniach 3–8 sierpnia 2027 odbędzie się Światowe Dni Młodzieży w Seulu.